# Harry Mitchell (boxare)
Harold James "Harry" Mitchell, född 5 januari 1898 i Tiverton, död 8 februari 1983 i Twickenham, var en brittisk boxare.
Mitchell blev olympisk mästare i lätt tungvikt i boxning vid sommarspelen 1924 i Paris.